# João de Sá Panasco
João de Sá (fl. Congo,1524 - Lisboa, 1567), Panasco de alcunha, foi um cavaleiro da Ordem Militar de Santiago da Espada. Sendo originário do Congo e trazido para Portugal como escravo, é o único caso conhecido na história de Portugal onde um homem escravizado recebeu esta distinção bastante rara.

## Biografia
João de Sá nasceu no Congo, no início do século XVI, mas foi “criado de moço em Portugal”, como escravo de D. João de Lencastre, duque de Aveiro, tendo trabalhado desde tenra idade nas cavalariças, de D. João de Menezes. Mas tarde foi levado para a corte , onde exerceu várias funções similares às de um bobo da corte, ficando rapidamente conhecido e sendo muito apreciado pelos seus chistes, ditos e motes. Devido à sua fama, assim como ao alto apreço e cumplicidade que o príncipe D. João III de Portugal tinha por ele, rapidamente se tornou moço-fidalgo.
Celebrado como um homem de humor vivo, ficou recordado em inúmeros anedotários (livros que registam acontecimentos invulgares ou notáveis) pelas suas qualidades como repentista. Embora tenha havido uma corrente historiográfica mais antiga que o caracterizava como bobo da corte, a tendência crescente dentre os estudiosos modernos, como por exemplo, o prof. Arlindo Manuel Caldeira, é a de não subscrever a essa qualificação do cavaleiro, entendendo apenas que se terá destacado como conviva da corte, por divertir tanto o rei como a rainha, D. Catarina de Áustria, com piadas e paródias espirituosas. Isto por não haver quaisquer relatos seus contemporâneos que o mencionem como bobo da corte, apenas como repentista e homem gracioso (no sentido de espirituoso, engraçado).
Durante o reinado de D. João III de Portugal, apesar de gozar da protecção real, João de Sá não era imune às intrigas de certas facções da corte. Com efeito, o seu passado como escravo, o seu aspecto físico, a sua ascensão social meteórica e atípica, considerada arrivista por certos fidalgos mais tradicionalistas, eram argumentos amiúde usados para o espicaçar, especialmente em jeito de riposta, pelos nobres a quem os seus remoques mordazes ou comentários jocosos feriam a sensibilidade.
Dizem ainda as crónicas que João de Sá Panasco “foi muito valente homem” tendo acompanhado o Infante D. Luís, irmão de D. João III, “na jornada que fez a Tunes com o Imperador Carlos V, seu cunhado, onde pelejou valerosamente”, contra o Império Otomano, no verão de 1535. De lá "trouxe uma mourisca cativa, moça muito formosa, a qual fez cá baptizar”, pondo-lhe o nome de Dona Grácia e com ela se terá casado, não resultando desse casamento, porém, qualquer descendência.
A importante vitória sobre os turcos fez o Rei de Portugal premiar João de Sá com um título excepcional: foi admitido na prestigiosa Ordem de Santiago da Espada. Sendo uma das ordens mais prestigiadas e restritas até então à alta-nobreza, este caso tornou-se único na história de Portugal.
Apesar de ter recebido tal honra e de ter ascendido socialmente pela sua virtude e dom da palavra, D. João de Sá continuou a ser criticado e gozado por vários cortesãos devido ao que eles consideravam ser a sua "condição inferior" e passado como escravo. No entanto, D. João de Sá tinha uma regalia que poucos possuíam, podendo fazer o que não era permitido a quase ninguém: zombar da nobreza com impunidade. O seu estatuto de, simultaneamente, pertença e não-pertença fez dele um inestimável informador do rei.
Faleceu em 1567, em Lisboa.

## Episódios dos anedotários
Os anedotários eram livros que registavam  acontecimentos invulgares ou notáveis. Isto resulta da palavra «Anedota», no seu sentido clássico em português, que significa «narração de um facto verídico engraçado ou picante; pequeno aspecto curioso de um personagem ou evento histórico» e não necessariamente uma piada, que é o seu sentido moderno. O termo anedota advém, por seu turno, do grego Anékdotos que significa «inédito». Desdobram-se, portanto,  duas possibilidades de definição para  aquilo que se deve entender por "anedota" neste contexto histórico, pode ser:
1. o relato de um facto jocoso  ou curioso;
2. uma particularidade humorística e sarcástica de uma figura lendária ou histórica.
A nível literário, Mário Justino Silva, apresenta estas anedotas, estilizando-as sob características do estilo discreto, onde a ambiguidade da palavra o leva a inferir que quanto mais obscuro era o sentido do mote, mais apreciado era na época.
A graciosidade de João de Sá era lautamente reconhecida na época, pelo que se contam inúmeros episódios a seu respeito, nos anedotários, alguns dos quais até escritos posteriormente ao seu tempo de vida, pelo que terão, presuntivamente, sido registados na sequência de tradição oral. Nem todos os episódios são puramente jocosos, outros visam mais um escopo de crítica social, pelo que podem ter, também, um cariz didáctico ou de escarmento de certos vícios da sociedade.

### Episódio das alcunhas
Falando certa vez com espirituosidade acerca de todos os fidalgos que estavam à mesa do Rei, atribuindo-lhes alcunhas jocosas, houve um que foi propositadamente esquecido, o qual seria filho de um oficial do Paço. Sentindo-se relegado, este inquiriu «então e eu, Panasco, que vos pareço?». João de Sá olhou-o por cima do ombro e disse-lhe: «Vós? Vós pareceis um fidalgo.», intencionalmente assim sublinhando que o fidalgo, na verdade, não o seria.
No mesmo anedotário, também se registou a riposta deste fidalgo de quem João de Sá troçou, insinuando-lhe que "só" parecia fidalgo. O nobre, alvo da chacota, terá  repostado, pegando nas mãos de João de Sá e dizendo: «Senhor, ameixas passadas», para insinuar que as costas das mãos de João de Sá eram tão escuras como ameixas passadas,  e, voltando-lhas ao contrário, já com as palmas das mãos de João de Sá abertas, disse novamente o nobre: «barrigas de caranguejos», para dizer que as palmas eram mais claras do que as costas das mãos.

### Episódio das novas
Certa vez, João de Sá, o Panasco, falando a um fidalgo que era tido na corte por patarata (ou seja, era conhecido por exagerar histórias, contar mentirolas ou fazer relatos fantasiosos de acontecimentos), ter-lhe-á dito, quando este lhe perguntou sobre as novas (novidades, notícias) da corte: «Eu, Senhor, não conto novas, senão quando são já tão maduras, que mas dão a real; porque quem depressa as toma depressa as dá.»
Neste contexto, “dar a real” significa dizer o que se tem por “seguro”, “sabido”, verdadeiro”. Trocando por miúdos a recomendação de João de Sá, terá querido dizer "Eu não conto novidades às outras pessoas, até elas estarem confirmadas e serem informação de confiança. Porque a pessoa a quem eu as contar, rapidamente as há-de contar a outras pessoas". O que, em última análise, vale como uma advertência ou crítica moral ao tal fidalgo que tinha por hábito exagerar histórias ou inventar mentirolas fantasiosas.

### Episódio do "mal-cagado"
Regressando ao paço, depois de uma viagem, João de Sá não terá sido reconhecido por um jovem fidalgo, servidor do paço, que teria ingressado ao serviço durante a sua ausência. Em rigor, o jovem não terá reconhecido João de Sá como fidalgo, que era, e tê-lo-á desconsiderado. O erro, porém, foi rapidamente desfeito por  Fernão Cardoso, companheiro de João de Sá, que terá censurado o moço, advertindo-o de que João de Sá era "muy nobre figura" e que lhe merecia mais respeito do que os modos com que o tratara. Porém, sendo Fernão Cardoso, tal como João de Sá, um repentista e homem gracioso da corte (ou seja alguém que desempenhava funções semelhantes às de um bobo, sem o ser), o moço-do-paço terá franzido o sobrolho, com incredulidade, duvidando ao princípio do que lhe diziam. Isto deu azo à seguinte pilhéria, vinda  de João de Sá, que terá colhido geral risota dentre aqueles que o acompanhavam: «Se cuidais que de cenho cerrado pareceis discreto, outro desengano vos espera. Com ũa carranca assi, antes pareceis malcagado».
Trocando por miúdos, com isto, João de Sá terá querido dizer algo do género « Se achas que franzir o sobrolho dessa maneira te dá um ar de bom-entendedor ou de perspicaz, mais uma vez te enganas. Dá-te antes um ar de quem está com prisão de ventre». No ensejo desta explicação, será importante relembrar que,  neste período histórico,  a palavra "discreto" ainda significava « inteligente, prudente, que faz bons discernimentos», significado esse que ainda hoje persiste no português dos Açores. Consta que, por largo tempo, este servidor do paço terá dado pela alcunha de "malcagado".
Na verdade, na corte de D. João III, havia um hábito de dar alcunhas maldosas, veja-se desde logo a de João de Sá, o Panasco, que é uma alusão aos seus tempos de moço de cavalariça de D. João de Menezes, visto que o panasco é a designação comum de uma variedade de ervas usadas para a alimentação de animais de carga.  Outro exemplo disso, são algumas das alcunhas que D.João dava à criadagem, a título de exemplo: “(…) el-rei a um seu criado de muito serviço, chamado por alcunha de Cão”. É controverso se lhe chamaria "cão", por ser o criado oriundo do Soajo, vila do Norte de Portugal, já na altura afamada pelos cães de caça ( os ditos "sabujos do Soajo", semelhantes à raça de "castro laboreiro") que de lá se mandavam vir até à corte, para acompanharem o rei nas caçadas; ou se seria, antes, puramente com o intuito acintoso de rebaixar o servo.

### Episódio da brasa e do carvão
Fernão Cardoso e João de Sá, enquanto repentistas, na corte de D. João III, colaboravam para encetar números cómicos (os chamados entremez), para entreter o rei durante os banquetes, nos momentos mais parados.
Um desses números, que ficaram registados nos anedotários, foi um certo episódio em que, na presença do rei D. João III, Fernão Cardoso se aproximou de João de Sá Panasco, que estaria  vestido com o traje espatário, portanto o traje de cavaleiro da Ordem de Santiago, com capa negra e cruz vermelha e começou a soprar-lhe no hábito,  ao ponto de o rei  lhe perguntar o que fazia. Ao que Fernão Cardoso lhe respondeu: “senhor, assopro esta brasa (a cruz vermelha da Ordem de Santiago) para que não se apague este carvão”, apontando para o rosto de João de Sá. Com esta dita, João de Sá Panasco, por momice, opou as bochechas e arregalou muito os olhos, como se o sopro de Fernão Cardoso lhe estivesse a entrar por dentro e a enfunar-lhe o rosto, como uma vela de navio, bojuda de vento.

### Episódio das tochas
Nem todos os episódios dos anedotários em que figura João de Sá, o retratam como personagem principal da história, muitas vezes, é apenas um figurino, que está presente, quando outros personagens históricos fazem observações espirituosas.
Este é um desses casos: "Vindo o infante [D. Luís] uma tarde com el-rei seu irmão de fora, descavalgando e subindo pela varando dos Paços da Ribeira, em Lisboa, ia João de Sá, o Negro, entre os moços da câmara que levavam as tochas. Disse-lhe o infante: «Arredai-vos, não vos pinguem»". O sentido deste episódio, entende-se que, provavelmente, quando isto sucedeu, seria perto do anoitecer (os criados trazem tochas), pelo que, por estar escuro e por João de Sá ser negro, aquele não se veria tão bem na penumbra, pelo que os moços-de-câmara poderiam embater contra ele, sem querer, e respingá-lo com o óleo das tochas.

### Episódio das pescoçadas
Supra diz-se que a João de Sá Panasco eram consentidas liberdades que a mais nenhum nobre seriam permitidas, este é um exemplo notável disso. Trata-se de um episódio em que João de Sá tem uma conduta menos própria no paço, acabando até por dar uma resposta desabrida ao rei, D. João III, sem que lhe tivessem advindo quaisquer consequências negativas.
A história passou-se nos seguintes termos:  «(...) uma tarde Sá Panasco foi ao Paço - não é especificado qual –, e quis ir “à casa” onde D. João III se encontrava. O porteiro que o Rei tinha à porta, murmurava-se dele que era de nascimento humilde, e o que é certo é que recusou abrir a porta ao Panasco. Este último retorquiu de forma imperiosa, mas num tom jocoso. Palavra puxou palavra e tornou-se a discussão tão acesa que começaram às pescoçadas [dar pancadas com a mão no pescoço]. Às tantas o Rei abriu a porta e meteu a cabeça de fora, dizendo «Alto! Aqui tanto atrevimento?» E eis que João de Sá responde «Sim senhor, aqui diante de Vossa Alteza fazemos muito bem de pelejar [bulhar], porque se Vossa Alteza não tirara a este fulano que aqui está de detrás dos mus de seu pai, e a mim da estrebaria de D. João de Menezes, não viéramos aqui dar desgosto a Vossa Alteza; mas já que Vossa Alteza nos trouxe aqui (...) tenha paciência.» O Rei, resignado com a resposta, meteu a cabeça para dentro e encerrou a porta sem mais nada dizer.»
Há alguns esclarecimentos que devem ser feitos a respeito deste episódio. Primeiramente, “Mu”, também dito muar ou macho, é o resultado do cruzamento dum burro com uma  égua ou dum cavalo com uma burra. Porém, nesta época, poderia ser usado, informalmente, como sinédoque, para designar qualquer tipo de gado, em geral.
Segundo, para se ser porteiro da câmara do Rei ter-se-ia de se ser fidalgo, se bem que houve excepções. Há autores que especulam que este porteiro em particular terá sido Gaspar Gonçalves, fidalgo cavaleiro que terá anos mais tarde originado a Quinta da Ribafria. Isto porque Gaspar Gonçalves era filho de lavradores da região de Sintra e sabe-se que chegou a ser porteiro (aliás chegou a ser porteiro-mor) do Rei D. Manuel e do Rei D. João III.
Pelo que é muito provável, pelos contornos desta anedota, que terá sido este o homem, com quem João de Sá terá andado "a bulhar à pescoçada", à porta dos aposentos do rei.

## Cultura Popular
Devido à sua notoriedade e história ímpar, João de Sá foi retratado na obra “Chafariz de El-Rei”, atribuído a um pintor holandês desconhecido, do século XVI. A obra, pertencente à Colecção Berardo, encontra-se exposta no Museu Nacional de Arte Antiga em Lisboa.